# Sävhavet

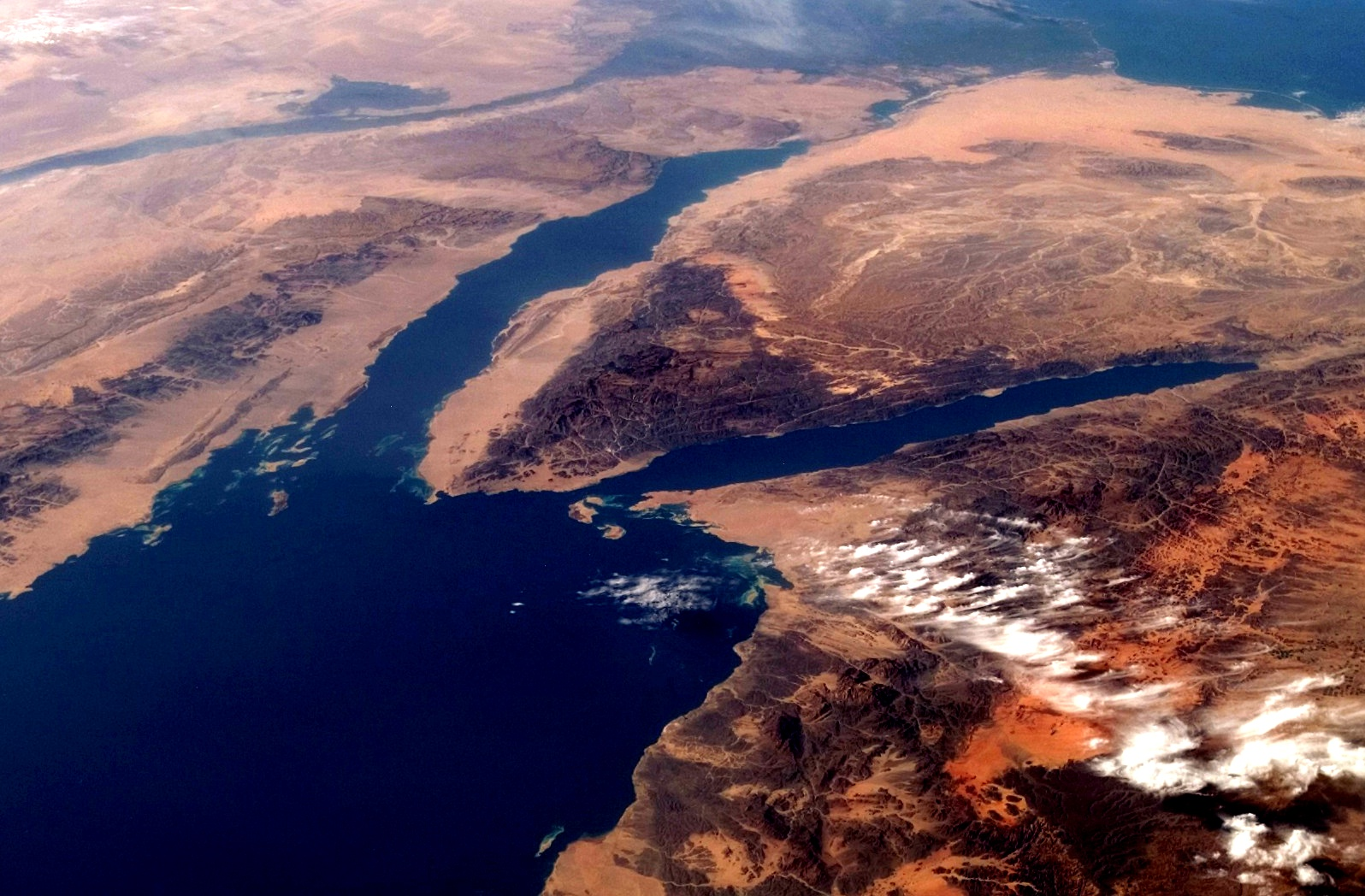
Aqabaviken i öster (höger) och Suezviken i väster (vänster). Mellan dessa ligger Sinaihalvön.

Sävhavet är det namn som i Bibel 2000 används för en vik av Röda havet, som bland annat antas vara det hav som israeliterna tågade över enligt andra Moseboken efter att Mose lyft sin stav över vattnet. I hebreiska bibeln skrivs det יַם סוּף (yam súf), där yam betyder hav, och súf är ett ord, kanske av egyptiskt ursprung, som ofta översätts med sjögräs eller papyrus.